# Александер Х'єлланн
Александер Ланґе Х'єлланн (норв. Alexander Lange Kielland; 18 лютого 1849, Ставангер — 6 квітня 1906, Берген) — норвезький письменник і драматург.

## Життєпис
Александер К'єлланн народився 18 лютого 1849 року, Ставангері. Він — правнук моряка і судновласника Габріеля Шанче К'єлланна (Gabriel Schanche Kielland, 1760—1821). Александер виріс в заможній родині промисловців. Його батько, Йєнс Зетліц К'єлланн був консулом. Він бажав, щоби син був не надто прикріплений до грошей і думав про вічне. Тому Александер був направлений на навчання в місцеву церковну школу. Навчався добре, але неохоче. Пізніше в одному з романів він описав враження від шкільної освіти. У вільний час хлопчик любив грати на флейті, малювати та рибалити. Напередодні тринадцятиріччя Александера померла його мати Крістіана Ланге. Через деякий час батько одружився. Мачуха майбутнього письменника виявилася глибоко релігійною людиною, і прийомних дітей виховувала в суворості. У віці сімнадцяти років Александер був заручений з Беатою Рамсланд, дочкою одного з одновірців мачухи. Після закінчення навчання з нареченою він поїхав до Кристіанії, де вивчав право.
У 1871 році Александер отримав юридичну освіту в Осло. У 1889—1890 роках працював журналістом в газеті «Stavanger Avis». У 1891 році був обраний мером рідного Ставангера. Десять років він перебував на цій посаді. 1902 року був призначений губернатором Мере-ог-Ромсдала.
Письменницька кар'єра К'єлланна була незвичною: він рано залишив літературу, перебуваючи на вершині слави. Одна з причин — письменник-реаліст був не готовий до приходу нової романтичної тенденції в норвезьку літературу в кінці XIX століття. Інша причина — Александер хотів зосередитися на політичній кар'єрі. Помер Александер 6 квітня 1906 року в Бергені. Ще з середини 1880-х років він дуже потерпав від задухи, переніс декілька серцевих нападів, набрав зайвої ваги. Це пришвидшило смерть письменника.

### Знамениті родичі
Його батько, Йєнс Зетліц К'єлланн був консулом. Серед його родичів було багато особистостей у мистецтві і політиці. Сестра Александера — норвезька художниця-пейзажист Кіті Лан. Дядя — відомий політик Якоб Ланге. Двоюрідний брат Аксель Крістіан Зетліц К'єлланн служив дипломатом. Знаменитий архітектор Джейкоб Крісті К'єлланн був племінником Александера.

## Творчість
Літературну діяльність розпочав у 1878 році. У Парижі він познайомився з Бернсом і показав йому рукопис поезій. Бернс прийшов у захват і допоміг своєму новому другу знайти видавця. Цього ж року вийшла перша книга віршів «Дорога додому» (норв. «Paa Hjemvejen»). Через рік — перша збірка коротких оповідань принесла автору заслужену славу. Його перший роман «Гарман та Ворше» побачив світ у 1880 році. К'єлланн входив до так званої «великої норвезької четвірки» як називали великих письменників Генріка Ібсена, Бернса, Бйорнстьєрне Бйорнсона, Юнас Льє.
Його поезії склали кілька збірок, виданих у Копенгагені у 1879, 1880 та 1882 роках. Тлом багатьох творів письменника були суспільні та економічні зміни в країні. Іронія К'єлланна з кожною книгою була все агресивнішою. Але, на думку критиків, К'єлланн-драматург виявився значно слабшим, ніж К'єлланн-письменник. Твори К'єлланна перекладені багатьма мовами.

### Романи
- 1880 — «Гарман і Ворше» (норв. «Garman og Worse»);
- 1881 — «Трудівники» (норв. «Arbeidsfolk»);
- 1882 — «Шкіпер Ворше» (норв. «Skipper Worse»);
- 1883 — «Отрута» (норв. «Gift»);
- 1884 — «Фортуна» (норв. «Fortuna»);
- 1886 — «Сніг» (норв. «Sne»);
- 1887 — «Свято Іванового дня» (норв. «Sankt Hans Fest»);
- 1891 — «Якоб» (норв. «Jacob»).

### Повісті
- 1881 — «Ельсе» (норв. «Else»).

### Новели
- 1879 — «Новели» (норв. «Novelletter»);
- 1880 — «Нові новели» (норв. «Nye Novelletter»);
- 1882 — «Дві новели з Данії» (норв. «To Novelletter fra Danmark»).

### Драми, публіцистика
- 1878 —  «По дорозі додому» (норв. «Paa Hjemveien»);
- 1880 — «Для Сцени. Три маленькі шматочки» (норв. «For Scenen. Tre Smaastykker»);
- 1886 — «Три параграфа» (норв. «Tre Par»);
- 1887 — «Опікун Бетті» (норв. «Bettys Formynder»);
- 1888 — «Професор» (норв. «Professoren»).

### Публіцистика
- 1890 — «Справа захисту» (норв. «Forsvarssagen»);
- 1891 — «Люди та тварини» (норв. «Mennesker og Dyr»);
- 1905 — «Довкола Наполеона» (норв. «Omkring Napoleon»).